# L'Homme caché

L'Homme caché (Undercover Man) est un western américain réalisé par Lesley Selander, sorti en 1942.

## Fiche technique
- Titre original : Undercover Man
- Titre : L'Homme caché
- Réalisation : Lesley Selander
- Scénario :
- Musique :
- Photographie :
- Montage :
- Société de production : United Artists
- Pays : États-Unis
- Durée : 68 minutes
- Dates de sortie :
  - États-Unis : 23 octobre 1942
  - France : 4 août 1947[1]

## Distribution
- William Boyd : Hopalong Cassidy
- Andy Clyde : California Carson
- Jay Kirby : Breezy Travers
- Antonio Moreno : Don Thomas Gonzales
- Nora Lane : Doña Louise Saunders
- Chris-Pin Martin : Miguel
- Esther Estrella : Dolores Gonzales
- John Vosper : député Ed Carson
- Eva Puig : Rosita Lopez
- Alan Baldwin : Bob Saunders
- Jack Rockwell : capitaine John Hawkins
- Pierce Lyden : Henchman Bart
- Rony Roux : Chavez